# Вестбері (Нью-Йорк)
Вестбері (англ. Westbury) — селище (англ. village) в США, в окрузі Нассау штату Нью-Йорк. Населення — 15 146 осіб (2010).

## Географія
Вестбері розташоване за координатами 40°45′36″ пн. ш. 73°35′21″ зх. д. / 40.76000° пн. ш. 73.58917° зх. д. (40.760033, -73.589058). За даними Бюро перепису населення США в 2010 році селище мало площу 6,15 км², уся площа — суходіл.

## Демографія
Згідно з переписом 2010 року, у селищі мешкало 15 146 осіб у 5078 домогосподарствах у складі 3523 родин. Густота населення становила 2463 особи/км². Було 5271 помешкання (857/км²).
Расовий склад населення:
| - 55,0 % — білих - 21,8 % — чорних або афроамериканців - 6,0 % — азіатів - 0,4 % — корінних американців - 0,1 % — вихідців з тихоокеанських островів - 12,9 % — осіб інших рас |

До двох чи більше рас належало 3,8 %. Частка іспаномовних становила 27,3 % від усіх жителів.
За віковим діапазоном населення розподілялося таким чином: 20,1 % — особи молодші 18 років, 65,2 % — особи у віці 18—64 років, 14,7 % — особи у віці 65 років та старші. Медіана віку мешканця становила 39,2 року. На 100 осіб жіночої статі у селищі припадало 96,2 чоловіків; на 100 жінок у віці від 18 років та старших — 95,0 чоловіків також старших 18 років.
Середній дохід на одне домашнє господарство становив 108 338 доларів США (медіана — 85 510), а середній дохід на одну сім'ю — 123 519 доларів (медіана — 101 279). Медіана доходів становила 51 563 долари для чоловіків та 50 313 долари для жінок. За межею бідності перебувало 7,1 % осіб, у тому числі 9,5 % дітей у віці до 18 років та 4,9 % осіб у віці 65 років та старших.
Цивільне працевлаштоване населення становило 7829 осіб. Основні галузі зайнятості: освіта, охорона здоров'я та соціальна допомога — 23,9 %, науковці, спеціалісти, менеджери — 14,1 %, роздрібна торгівля — 10,8 %, фінанси, страхування та нерухомість — 10,6 %.

## Уродженці
- Ірен Розенфельд (* 1953) — колишня голова і головний виконавчий директор Mondelēz International.